# Университет Восточного Лондона
Университет Восточного Лондона (англ. University of East London, UEL) — университет в Ист-Энде Лондона, Англия. Университет насчитывает более 23,000 учащихся и расположен в двух кампусах в Доклендс и в Стратфорде.

## История
Институт был создан в 1970 году в результате объединения колледжей высшего образования, включая «Технический Институт Вест Хэма» в Стратфорде и «Юго-Восточный Технический Колледж Эссекса» в районе Баркинг. Изначально он носил имя «Северо Восточный Лондонский Политех» и поменял имя в 1989 году на «Политех Восточного Лондона». В 1992 году институту был предоставлен статус университета и он получил имя «Университет Восточного Лондона». Хотя UEL относится к «новым университетам», его обширная история символизирует резкие изменения в Британском образовании в конце XIX века и в XX веке.

### Технический Институт Вест Хэма
«Технический Институт Вест Хема» открылся в 1898 году и преподавал искусство, инженерию и другие науки. В институте также было женское отделение. Также давались классы подмастерьев, а курсы института принимались в зачет при получении внутренних степеней в Лондонском университете. В 1921 году он был переименован в «Муниципальный колледж» и стал известен как «Технологический Колледж Вест Хэма».

## Кампусы

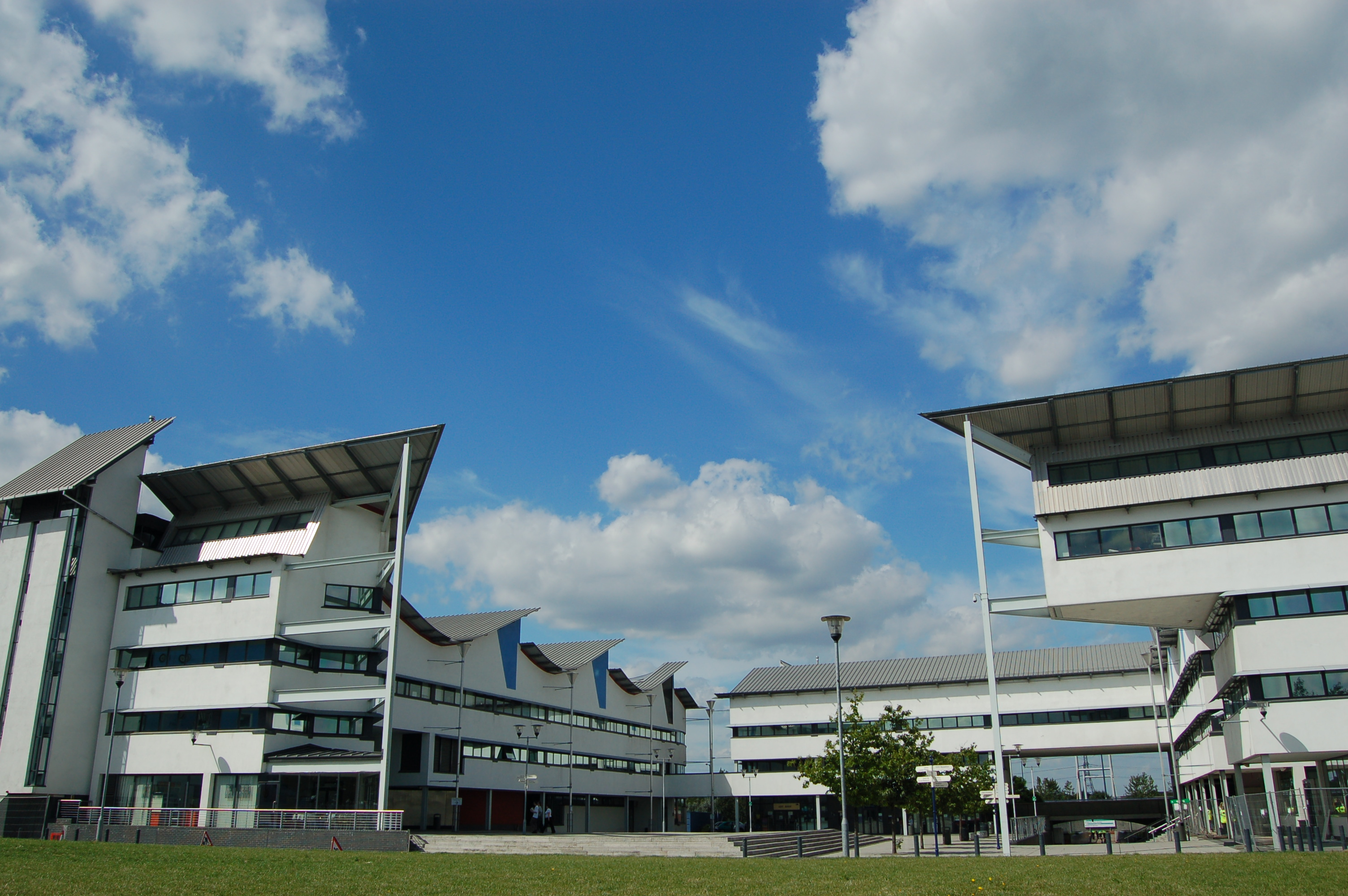
Площадь кампуса в Доклендс.

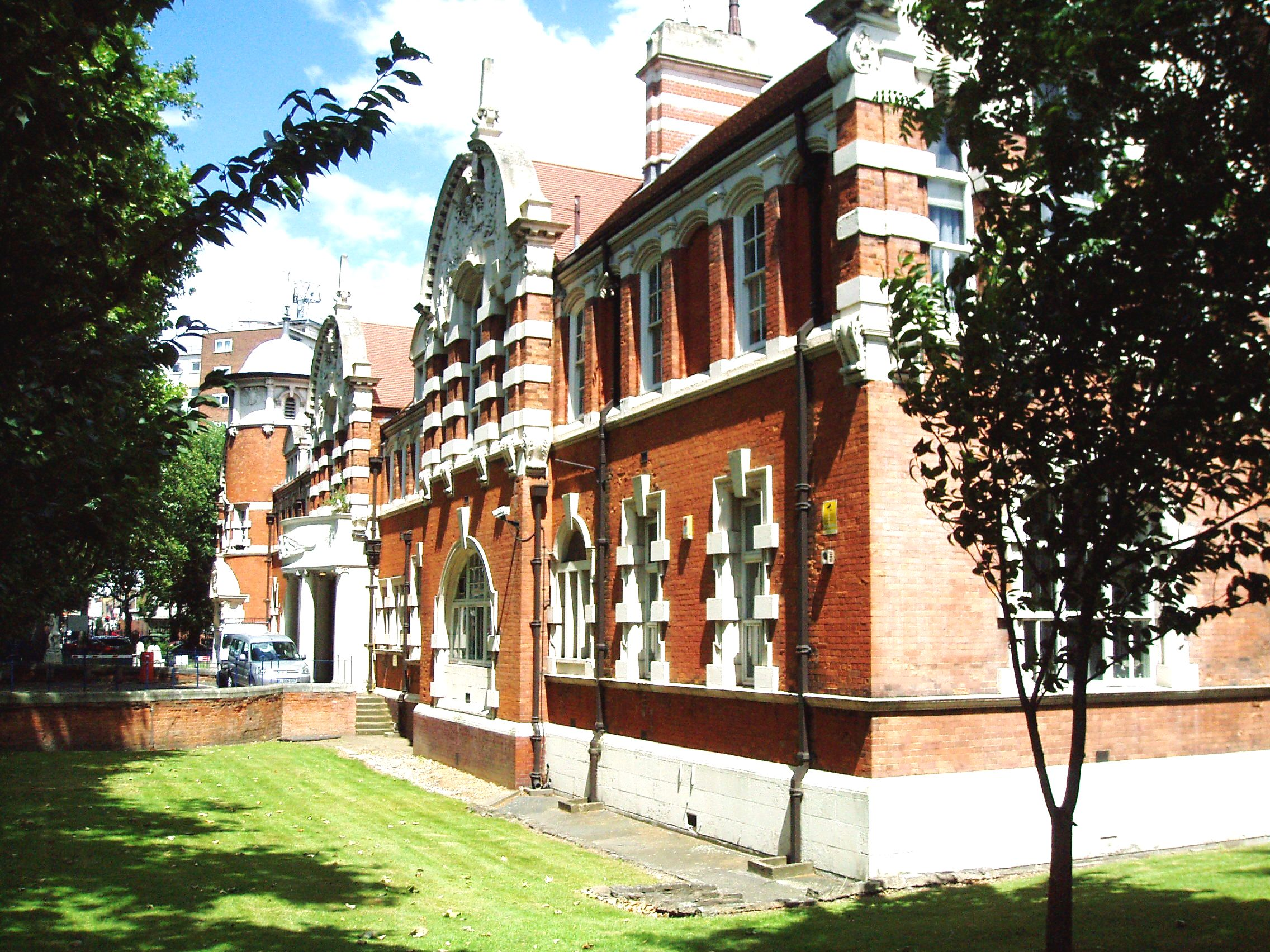
Кампус в Стратфорде

Университет имеет два больших кампуса на востоке Лондона, в Доклендс и в Стратфорде.

### Доклендс
Кампус университета в Доклендс является одним из заметных мест в Лондоне с видом на Доки Короля Альберта (искусственный канал от Темзы, где раньше находились доки) и прямо на находящийся за ними аэропорт Лондон-Сити. Кампус блистает своими зданиями с современной архитектурой.
Сегодня кампус обслуживает более 7,500 студентов и исследователей. Доклендс стал первым построенным кампусом в Лондоне за последние полвека и был открыт тогдашним мэром Лондона Кеном Ливингстоном. А новые здания Бизнес Школы и Центра Зданий Док были открыты Королевой Елизаветой II в феврале 2007 года. Станция Кипр линии Доклендского легкого метро прилегает прямо к пешеходному входу в кампус, а поезда идут до Кэнэри-Уорф и центра города. На территории кампуса есть два бара, три кафе, общежития, круглосуточная библиотека и множество других объектов.
Кампус будет основной базой сборной США на олимпийских играх 2012.
Сейчас здесь ведется строительство нового комплекса для спорта и развлечений стоимостью £18 миллионов, окончание которого запланировано на конец 2011 года — начало 2012 года.

### Стратфорд
Этот кампус расположен в центре района Стратфорд и в нескольких шагах от Олимпик-парка, большого стадиона для олимпийских игр 2012. Основой кампуса является Университетский дом, построенный в XIX веке.

## Академическая структура
Все курсы даются одной из восьми школ:
- Школа Архитектуры и Визуальных Искусств
- Школа Компьютинга, Информационных Технологий и Инженерии
- Бизнес Школа
- Школа Обучения
- Школа Здоровья и Биологических Наук
- Школа Права
- Школа Психологии
- Школа Гуманизма и Общественных Наук

Также есть еще три школы, отвечающие за административные вопросы: Школа Совмещенных Курсов, Школа Выпускников и UEL-коннект (отвечает за дистанционное обучение, Интернет-образование и короткие курсы).
Как и другие британские университеты, Университет Восточного Лондона предлагает обучение как для получения первого высшего образования, так и для продолжения своего обучения (обучение на магистра, доктора, MBA).

## Репутация Университета
В соответствии с последними правительственными исследованиями, Университет входит в топ-10 среди так называемых «пост-1992» университетов в Британии по исследованиям.
В 2005 году делегация из правительственного Агентства по Подтверждению Качества провела аудит университета дав самые высокие возможные оценки университету за управление, качество учебных программ и академические стандарты учебных степеней университета Восточного Лондона, а также по некоторым другим пунктам.
По мнению Sunday Times, Университет Восточного Лондона «олицетворение современного университета».
В списке университетов Guardian он занимает 116-е место среди всех университетов Британии.